# Cheilodipterus alleni
Cheilodipterus alleni är en fiskart som beskrevs av Gon, 1993. Cheilodipterus alleni ingår i släktet Cheilodipterus och familjen Apogonidae. Inga underarter finns listade i Catalogue of Life.